# Артур Череп-Спиридович
Генерал-мајор "гроф" Артур Череп-Спиридович  (8. септембар 1866 − 22. октобар 1926) био је генерал-мајор у Царској руској морнарици (није генерал-мајор царске руске армије, како се често наводи), и антисемитски теоретичар завера, које се преселио у Сиједињене Америчке Државе након Октобарске револуције. Био је белоруски монархиста, а поред тога је био у великој мери укључен у панславизам, антисемитски активизам и разне витешке редове и културне организације, посебно у заједници белоруске дијаспоре у Америци. Можда је најпознатији по томе што је написао књигу под насловом "Тајна светска влада, или, "скривена рука" (1926)", која представље теорију да обимни докази показују да светом тајно управља група од 300 појединаца "јудео-монголског" порекла.

## Артур је имао чин "грофа" у папском племству
Артур је себе често називао "грофом" Череп-Спидровичем. Ову титулу "грофа" доделио му је папа Пије Х, а не руска влада. Сходно томе, иако је имао титулу "грофа" легитимно као члан папског племства, ова титула и ранг му, уствари, нису доделили било какав одговарајући племићки статус у Русији. Другим речима, руска влада га није признала за "грофа" руског племста. Артур је био снажан бранилац и промотер хришћанства (у облику и римокатолицизма и православног хришћанства) против бројних антихришћанских и анти-нејеврејскох доктрина које је приметио посебно у вавилонском Талмуду за који је веровао да је понашњае хришћана класификовао као ритуално нечисто. Његове прокатоличке активности у том погледу биле су признате од стране Ватикана и биле су основа његовог оплемењивања од стране папе Пија Х на ранг "грофа" у папском племству.

## Биографија
Череп-Спиридович је тврдио да је добро упућен у међународне послове и тврдио је да је остварио низ политичких успеха. Тврдио је да је био руски генерал-мајор, да је упозорио српског краља Александра и краљицу Драгу Машин пре њиховог убиства 1902. године, и да је упозорио великог кнеза Русије Сергеја Александровича 1904. пре његовог убиства 1905. године. Такође је тврдио да је предвидео Први светски рат, а 1926. је предвидео још један међународни рат.
Череп-Спиридович је био председник Словенског друштва Русије, а такође и Латино-словенског савеза Париза и Рима. Политички је био присталица руског цара Николаја II и противник бољшевизма. Према лорду Алфреду Дагласу, познати људи попут Хенрија Форда и новина попут Фајненшел тајмса у Лондону схватили су га озбиљно и помогли му да допре до прилично широке јавности.
Преселио се у Харлем, Њујорк, 1920. где је био заточен на острву Елис ради посебне истраге од стране Имиграционог бироа пре него што је примљен. У САД је отворио огранак Англо-латино-словенске лиге, где се залагао за уједињење „белих народа на свету против доминације обојених народа“.  Такође је организовао Универзалну лигу нејевреја међу Русима у САД.
По доласку у САД, постао је повезан са антисемитом Борисом Брасолом, који је био укључен у објављивање "Протокола сионских мудраца" у САД . Череп-Спиридович је написао неколико антисемитских књига и летака. Дана 8. фебруара 1922. године изјавио је да се спрема за објављивање књиге под насловом "Непознато у историји", али касније истог дана зауставили су га наоружани људи који су се представљали као службеници америчке владе, који су запленили рукописну копију књиге у покушају да зауставе њено објављивање. Међутим, имао је још један рукопис књиге који није заплењен. Делимично као реакција на ову конфискацију рукописне копије његове књиге која ће се појавити, он је почео да регрутује људе у Универсал Гентилес' Леагуе (тзв. Универсал Гентилес' Цлуб), организацију коју је основао чија је примарна сврха била да подигне свест и подршку за питања и тврдње које је планирао да детаљно представи у својој будућој књизи. Из собе у кварту Харлема на Менхетну у Њујорку (вероватно из седишта Анти-бољшевистичког издавачког удружења, које се налази у улици 15 Еаст 128тх Стреет, Менхетн) почео је да регрутује људе у Универзалну лигу нејевреја. Започео је своју кампању регрутовања слањем циркулара хиљадама људи (углавном руским емигрантима који живе у САД), нудећи детаље о Лиги и чланству у њој. Године 1926. коначно је објавио предметну књигу под насловом "Тајна светска влада, или "Скривена рука" - Неоткривено у историји - 100 историјских "мистерија" објашњених" . Такође је тражио подршку Хенрија Форда за његова антисемитска уверења.

## Конфузија других појединаца са Артхуром
У исто време када и Артур Череп-Спиридович (1866—1926) била су жива још три појединца, који су се често мешали са њим у разним записима и извештајима о догађајима:
(1) Генерал-мајор Александар Спиридович (Александар Иванович Спиридович) [9] (1873-1952)
(2) Алберт Иванович Череп-Спиридович (умро августа 1911)
(3) Генерал-потпуковник (или генерал, или гроф) Хауард Виктор Череп-Спиридович (псеудоним и/или псеудоним Хауард Виктор Броенструп) (1886-1963)
Негде између Артурове смрти, 22. октобра 1926. и 1930, Хауард Виктор Броенструп (1886—1963), [10] [11] патентни адвокат и нацистички пропагандиста у Сједињеним Државама, почео је да користи псеудониме и/или псеудониме генерал-потпуковник (или генерал, или гроф) Хауард Виктор Череп-Спиридович, очигледно у покушају да искористи славу и славу коју је имало постану повезани са именом „гроф Череп-Спиридович“ у Сједињеним Државама и Европи. Сличност Броенструпових алијаса/псеудонима са Артуровим именом навела је многе људе који нису познавали двојицу мушкараца да погрешно помисле да су иста особа. Броенструп је искористио ову забуну у своју корист - омогућила му је да се у многим приликама лажно представља као Артур, и на тај начин искористи Артурову славу, озлоглашеност и мистерију која га окружује.

## Смрт
Череп-Спиридович је умро 22. октобра 1926. у својој хотелској соби у Барет Манору, хотелу који се налазио у Арочару, Стејтен Ајленд, Њујорк. Њујорк тајмс је првобитно известио да је његова смрт настала од случајног гушења гасоводом, али су након даље истраге званичници закључили (9 дана касније) да је његова смрт највероватније самоубиство, јер у време смрти не само да је био без новца. и живео у крајњем сиромаштву, али његово животно дело покушаја да уједини 200 милиона Словена у САД и Европи у републику наишло је на потпуни неуспех. [12] Многи јеврејски извори, укључујући неколико тадашњих новина, такође су пријавили његову смрт као самоубиство. [7] [13]
Череп-Спиридович је сахрањен на католичком гробљу Свете Марије и Колумбаријуму. Пошто је у тренутку смрти био без новца, неколико организација (укључујући Руски поморски клуб, Друштво руског јединства и Руско удружење уредника) притекло му је у помоћ и платило трошкове његове сахране, како би га спасили од недостојност што је сахрањен као сиромах у " Поттер'с Фиелду ". [ потребан цитат ]

## Дела
- Европа без Турске - потребна је безбедност Француске (1913)
- Ка катастрофи: опасности и лекови (1914)
- Како спасити Енглеску (1920)
- Спречимо Други светски рат већ спремни! (1921)
- Тајна светска влада, или, „Скривена рука“ - Неоткривено у историји - Објашњено 100 историјских „мистерија“ (1926)